# Linia kolejowa nr 894
Linia kolejowa nr 894 – jednotorowa, zelektryfikowana linia kolejowa znaczenia miejscowego, łącząca stację techniczną Ruda Bielszowice ze stacją techniczną KWK Halemba.
Linia umożliwia eksploatację Kopalni Węgla Kamiennego Halemba przez pociągi jadące bezpośrednio z kierunku Gliwic, a z postojem na Rudzie Bieloszowicach ze strony Katowic.
| kilometraż | kilometraż | pociągi pasażerskie                     | autobusy szynowe i EZT                  | pociągi towarowe                        |
| od         | do         | Tor nieparzysty (kierunek: KWK Halemba) | Tor nieparzysty (kierunek: KWK Halemba) | Tor nieparzysty (kierunek: KWK Halemba) |
| -0,100     | 0,116      | 30                                      | 30                                      | 30                                      |
| 0,116      | 4,200      | 20                                      | 20                                      | 20                                      |